# Афганский излом
«Афга́нский изло́м» — советско-итальянский художественный фильм 1991 года режиссёра Владимира Бортко об Афганской войне.

## Сюжет
События фильма происходят в период вывода советских войск из Афганистана.
Группа моджахедов-контрабандистов уничтожает попавшийся им на пути отряд советской пехоты. Подоспевший отряд десантников под командой майора Бандуры разбивает их самих. Вычислив по окровавленным рукам душмана, добивавшего раненых, сержант Арсёнов заталкивает его в пикап и подрывает взрывчаткой.
Вернувшись с задания, майор Бандура встречает молодого новоприбывшего, старшего лейтенанта Никиту Стеклова, сына высокопоставленного военного. Командир полка поручает Бандуре шефство над Стекловым и разрешает им съездить в духан за дефицитными в СССР товарами. Также он приказывает Бандуре отвезти местному командиру Адилю ящики с оружием и 10 мешков муки, чтобы таким образом откупиться и уйти без потерь. Посредником выступает инженер Гулахан, выпускник советского вуза. Компания женщин с базы под охраной солдат отправляется в духан. Однако закупиться они не успевают, рядовой Иванов, стоящий на часах, по неопытности пристреливает чудаковатого торговца-карлика. Вокруг советских людей собирается гневная толпа, но им удаётся уйти.
Вечером Бандура и медсестра Катя, с которой он живёт, приглашают в гости Стеклова и Татьяну, подругу Кати. За столом гости размышляют о жизни в Союзе. Стеклов рассказывает о последних событиях в Союзе. После застолья Стеклов идёт провожать Татьяну и занимается с ней сексом. Катя ревнует Бандуру к его оставшейся в Москве жене и в слезах уходит ночевать к командиру полка, который давно к ней подступает. Солдаты в казарме набивают пьяному Иванову татуировку, в то время как пьяные офицеры развлекаются стрельбой по мухам. Тем временем к Гулахану приезжают пешаварцы и, угрожая оружием, требуют некую информацию.  
Утром отряд полка передают ящики с оружием и мукой Адилю. Тем временем часть моджахедов под командованием пешаварцев занимает позицию на высоте и обстреливает колонну полка, возвращающуюся на базу. Загоревшиеся бензовозы перекрывают движение колонны. Отважный Бандура вытаскивает с простреливаемого места раненого солдата (которого он до этого послал с приказом к танкистам), затем, пробегая через простреливаемые места, добирается до головного танка и сталкивает подбитые бензовозы в пропасть, колонна может двигаться дальше. Стеклов пытается поднять солдат в атаку, картинно выбегает из-за прикрытия и падает, сражённый автоматной очередью. Танкисты обстреливают вражеские позиции, отряд душманов полностью разгромлен, один из их командиров убит, второй ранен и попадает к Адилю. Тот заставляет пешаварца разделить с ним хлеб. Приехавший на базу Гулахан рассказывает, что пешаварцы хотели подставить Адиля.  
Стеклов тяжело ранен, военная база эвакуируется. Подполковник отчитывает Бандуру и угрожает ему трибуналом. Командир полка представляет генералу план операции: десантники должны отрезать окраину села, где находятся пешаварцы, и уничтожить их, избегая сражения с отрядом Адиля, сохраняющего нейтралитет. Комполка снимает с операции Бандуру, но тот в последний момент обманывает командира отряда и занимает его место. Отряд десанта выходит в поход, один солдат подрывается на мине. Десантники снимают часовых на окраине кишлака и бросают гранату в дом, где содержат командира пешаварцев, при этом погибает Адиль. Его отряд идёт в атаку. Рядовой Иванов убегает в кишлак, за ним бросается Арсёнов. Десантники не хотят оставить товарищей и прочёсывают кишлак, неся потери. Сын Гулахана стреляет по Бандуре, тот уворачивается от выстрелов, врывается в дом инженера и расстреливает всю его семью. Бандура находит Арсёнова и потерявшего глаза Иванова. Прилетают боевые вертолёты и разносят весь кишлак, в результате чего погибают мирные жители. 
Бандура идёт по разрушенному аваиударом кишлаку и натыкается на уцелевшего сына Гулахана. Майор, не оборачиваясь, проходит мимо, тем самым обрекая себя на верную смерть. Мальчишка прошивает его очередью, Бандура умирает в муках, катаясь в пыли.

## В ролях
- Микеле Плачидо — майор Михаил Бандура (озвучивал Олег Янковский)
- Татьяна Догилева — Катя, медсестра
- Михаил Жигалов — подполковник Леонид, комполка
- Алексей Серебряков — сержант Арсёнов
- Филипп Янковский — старший лейтенант Никита Стеклов
- Нина Русланова — Татьяна
- Юрий Кузнецов — вертолётчик Щуп
- Виктор Проскурин — Симаков, завклубом
- Иван Краско — полковник Виктор Николаевич
- Андрей Краско — штабник
- Виктор Бычков — штабник
- Михаил Трухин — солдат
- Анастасия Мельникова — эпизод
- Сергей Исавнин — Седых, солдат
- Александр Розенбаум — камео, выступает в армейском клубе
- Мусо Исоев — Адиль
- Хошим Рахимов — Гулахан

## Съёмочная группа
- Авторы сценария: Леонид Богачук, Александр Червинский, Михаил Лещинский, Ада Петрова
- Режиссёр: Владимир Бортко
- Оператор: Валерий Федосов
- Композитор: Владимир Дашкевич
- Художник: Владимир Светозаров
- Постановщик трюков: Владимир Севостьянихин, Николай Сысоев

## Музыка
В фильме звучат песни Александра Розенбаума («Вальс-бостон» и «Чёрный Тюльпан») и Аллы Пугачёвой («Старинные часы»).

## Съёмки
Изначально на роль майора Бандуры пробовался Анатолий Котенёв. Съёмки фильма проводились зимой 1990 года в Таджикистане. С 11 февраля съёмочная группа оказалась в центре массовых беспорядков в Душанбе, в результате которых был убит администратор картины Никита Матросов, а съёмочная группа на военном транспорте эвакуирована в Ташкент. В связи с этим съёмки в срочном порядке были перенесены в Крым и Сирию.

## Критика
- По мнению некоторых критиков, этот фильм — один из лучших об Афганской войне[3].